# 科林斯 (卡爾曼縣)
科林斯（英語：Corinth）是一個位於美國阿拉巴馬州卡爾曼縣的非建制地區。該地的面積和人口皆未知。

## 地理
科林斯的座標為34°18′16″N 87°04′25″W / 34.30444°N 87.07361°W，而該地最高點為海拔高度310米（即1010英尺）。